# William Chambers Coker
William Chambers Coker (ur. 24 października 1872 w Hartsville, zm. 26 czerwca 1953) – amerykański botanik i mykolog.

## Życiorys i praca naukowa
Ukończył studia w 1894 r. na Uniwersytecie Stanu Karolina Północna, następnie podjął studia podyplomowe na Uniwersytecie Johnsa Hopkinsa oraz w Niemczech. Przez kilka lat uczył w szkołach Brooklyn Institute of Arts and Sciences w Cold Spring Harbor, L. I., a w 1902 został profesorem nadzwyczajnym botaniki na Uniwersytecie Północnej Karoliny. W 1903 r. założył Arboretum Cokera. W 1907 r. został profesorem zwyczajnym. W 1903 był szefem sztabu botanicznego Bahama Expedition of the Geographical Society of Baltimore. 
Profesor Coker był członkiem wielu towarzystw naukowych. Był autorem The Plant Life of Hartsville, a wspólnie z Henrym Rolandem Tottenem książki Drzewa Karoliny Północnej i opracowania Saprolegniaceae Stanów Zjednoczonych. Poza tym napisał liczne artykuły w czasopismach naukowych.  
W naukowych nazwach utworzonych przez niego taksonów dodawane jest jego nazwisko Coker.